# Útvar odhalování nelegálních výnosů a daňové kriminality
Útvar odhalování nelegálních výnosů a daňové kriminality (ÚONVDK) či Útvar odhalování nelegálních výnosů a daňové kriminality služby kriminální policie a vyšetřování (ÚONVDK SKPV), známější pod označením finanční policie (FIPO), byl specializovaný útvar Policie České republiky s celorepublikovou působností, zřízený v roce 2004 za účelem efektivnějšího odhalování, prověřování a vyšetřování daňové trestné činnosti a zajišťování výnosů z trestné činnosti. Útvar zanikl k 31. prosinci 2006.
Finanční policie pak byla od roku 2017 znovu zavedena v rámci NCOZ.

## Historie
Od 1. července 2004 byl z Útvaru odhalování korupce a finanční kriminality (ÚOKFK) vydělen útvar specializovaný na závažnou daňovou kriminalitu a zajišťování výnosů z trestné činnosti, tzv. finanční policie (FIPO, formálně tedy ÚONVDK), personálně doplněný o příslušníky z jiných útvarů. Jeho poněkud krátký život ukončil, či prosadil jeho zrušení, dle médií ministr vnitra Ivan Langer k 31. prosince 2006, kdy se FIPO opět fakticky včlenil do struktury ÚOKFK s tím, že část policistů odešla zpět na krajská policejní ředitelství. ÚONVDK (FIPO) tedy tímto zanikl.
Útvar původně převzal část činnosti i pracovníků ÚOKFK, které doplnil policisty z jiných útvarů a posílil o personální kapacity nových policistů, kteří byli na základě náročného výběrového řízení přijati s ohledem na jejich odborné zaměření. Dále převzal problematiku daňové trestné činnosti z působnosti jednotlivých krajských policejních správ (dnes krajská ředitelství policie).
Útvar byl zrušen k 31. prosinci 2006 a k tomuto datu došlo i ke snížení personálního stavu na partnerských odborech vyhledávání jednotlivých celních ředitelství. 

## Struktura
Ředitelem útvaru byl plk. Vladimír Zimmel.

## Činnost
Útvar (FIPO) se stal ve spolupráci s finanční a celní správou velmi efektivním při boji s daňovou trestnou činností. FIPO byl průkopníkem na poli zajišťování výnosů z trestné činnosti, které se před jeho zřízením prakticky neprovádělo.
Na myšlenku úzké spolupráce policejního orgánu a správce daně později znovu navázala tzv. Daňová Kobra, projekt, který rovněž úspěšně bojuje s nejzávažnějšími formami daňové kriminality, zaměřený spíše na zajišťování výnosů z této trestné činnosti.
Finanční policie pak byla od roku 2017 znovu zavedena v rámci NCOZ.